# 가마우지 경제
가마우지 경제는 김영호 전 산업자원부 장관이 최초로 사용한 표현으로, 수출품의 원자재를 일본에서 대부분 수입하는 대한민국의 경제 구조를 나타낸다.

## 배경
가마우지 낚시는 가마우지의 목 아랫부분을 묶어 잡은 물고기를 삼키지 못하게 하는 낚시법이다. 가마우지 경제는 일본에서 부품과 소재를 구매하여 완제품을 판매하는 구조적 문제로 인해 대일 무역이 경제 성장에 큰 영향을 끼치지 못하는 대한민국을 가마우지 낚시에 비유적으로 표현한 어구이다.

## 역사
1999년 오마에 겐이치가 일본의 언론 매체 "사피오"에서 두 차례에 걸쳐 발표한 기고문이 대한민국 정재계에서 급속히 확산되며 가마우지 경제론이 당시 정국에 영향을 끼쳤다. 경제학자 루디거 돈부시와 이경태, 전 중소기업청장 이석영이 기고문의 주장에 반대하며 논쟁이 빚어지기도 했다.
한일 무역 분쟁의 여파로 2019년 8월 2일 경 일본이 백색국가에서 대한민국을 제외함에 따라 진행된 김현종 국가안보실 2차장의 브리핑 및 심상정 당시 정의당 대표의 기자회견에서 가마우지 경제가 언급되었다.